# Vesele, Orihiv
Vesele (în ucraineană Веселе) este un sat în comuna Novotroiițke din raionul Orihiv, regiunea Zaporijjea, Ucraina.

## Demografie
Componența lingvistică a localității Vesele
     Ucraineană (96%)
     Rusă (4%)
Conform recensământului din 2001, majoritatea populației localității Vesele era vorbitoare de ucraineană (96%), existând în minoritate și vorbitori de rusă (4%).